# Корт, Владимир Григорьевич
Владимир Григорьевич Корт (1913—1994) — советский учёный-океанолог; доктор географических наук (1953), профессор (1954), член-корреспондент Академии наук СССР (1979); заслуженный деятель науки и техники РСФСР (1973). Автор 150 научных работ, в том числе четырёх монографий. полковник 

## Биография
Родился 4 июля 1913 года в Санкт-Петербурге в семье рабочих.
В 1937 году окончил географический факультет Ленинградского государственного университета. В 1938—1953 годах работал в Ленинграде, первоначально в Арктическом НИИ, затем в Главной морской обсерватории Военно-морских сил СССР. В годы Великой Отечественной войны Владимир Корт служил на Балтийском флоте, участвовал в боях на Ленинградском фронте.
С 1953 года жил и работал в Москве — в Институте океанологии (с 1954 года — Институт океанологии им. П. П. Ширшова), проработав в нём до конца жизни (в 1953—1965 годах был директором института).
Кроме научной, занимался и общественной деятельностью. С 1955 года был председателем Секции океанографии Межведомственного Геофизического комитета, организовал и руководил советскими океанографическими исследованиями по программе Международного Геофизического года; с 1957 года избирался во многие международные океанографические и геофизические организации. В течение многих лет принимал участие в работе Океанографического комитета Советского Союза и Комиссии по проблемам Мирового океана Академии наук. В 1961 году Владимир Корт был одним из организаторов Межправительственной океанографической комиссии при ЮНЕСКО.
Жил в Москве на Котельнической набережной, 1/15. Умер 15 мая 1994 года в Москве. Похоронен на Троекуровском кладбище.

## Награды
- Награждён орденами Отечественной войны II степени (1943,1985), орденами Красной Звезды (1945, 1947), орденом Ленина (1961), орденом Трудового Красного Знамени (1980), золотой медалью им. С. О. Макарова и другими медалями.
- Лауреат двух Государственных премий СССР (1970, 1977).

## Память
В его честь в 2005 году названа гора Корта в Атлантическом океане, открытая в 1968 году (координаты: 62°03′ ю. ш. 15°13′ в. д.).